# كرانستون
كرانستون (رود آيلاند) (بالإنجليزية: Cranston, Rhode Island)‏ هي مدينة تقع في الولايات المتحدة في مقاطعة بروفيدانس. يقدر عدد سكانها بـ 80,387 نسمة ومساحتها 77.5 كم2 وترتفع عن سطح البحر 19 متر.

## التركيبة السكانية
حدّد مكتب تعداد الولايات المتحدة بيانات التركيبة السكانية لكرانستون في تعداد الولايات المتحدة. في ما يلي، التركيبة السكانية حسب تعدادي 2000 و2010.

### تعداد عام 2000
بلغ عدد سكان كرانستون 79,269 نسمة بحسب تعداد عام 2000، وبلغ عدد الأسر 30,954 أسرة وعدد العائلات 20,238 عائلة مقيمة في المدينة. في حين سجلت الكثافة السكانية 1,019.5 نسمة لكل كيلومتر مربع (2,640.5/ميل2). وبلغ عدد الوحدات السكنية 32,068 وحدة بمتوسط كثافة قدره 412.5 لكل كيلومتر مربع (1,068.4/ميل2).
وتوزع التركيب العرقي للمدينة بنسبة 89.19% من البيض و3.69% من الأمريكيين الأفارقة و0.30% من الأمريكيين الأصليين و3.28% من الأمريكيين ذوي الأصول الآسيوية و0.04% من سكان جزر المحيط الهادئ و1.93% من الأعراق الأخرى و1.57% من عرقين مختلطين أو أكثر و4.56% من الهسبانيون أو اللاتينيون من أي عرق.
بلغ عدد الأسر 30,954 أسرة كانت نسبة 30.9% منها لديها أطفال تحت سن الثامنة عشر تعيش معهم، وبلغت نسبة الأزواج القاطنين مع بعضهم البعض 49.2% من أصل المجموع الكلي للأسر، ونسبة 12.5% من الأسر كان لديها معيلات من الإناث دون وجود شريك، بينما كانت نسبة 3.7% من الأسر لديها معيلون من الذكور دون وجود شريكة وكانت نسبة 34.6% من غير العائلات. تألفت نسبة 29.4% من أصل جميع الأسر من عدة أفراد يعيشون في نفس المنزل ونسبة 13.1% كانت تتألف من شخص يعيش بمفرده يبلغ من العمر 65 عاماً أو أكثر. وبلغ متوسط حجم الأسرة المعيشية 2.41، أما متوسط حجم العائلات فبلغ 3.01.
بلغ العمر الوسطي للسكان 39.0 عاماً. وكانت نسبة 21.3% من القاطنين تحت سن الثامنة عشر، وكانت نسبة 6.4% بين الثامنة عشر والرابعة والعشرين عاماً، ونسبة 28.5% كانت واقعةً في الفئة العمرية ما بين الخامسة والعشرين والرابعة والأربعين عاماً، ونسبة 21.3% كانت ما بين الخامسة والأربعين والرابعة والستين، ونسبة 16.7% كانت ضمن فئة الخامسة والستين عاماً فما فوق. يوجد لكل 100 أنثى 88.5 ذكر، ويوجد لكل 100 أنثى في الثامنة عشر من عمرها فما فوق 83.9 ذكر.
بلغ متوسط دخل الأسرة في المدينة 44,108 دولارًا، أما متوسط دخل العائلة فبلغ 55,241 دولارًا. وكان متوسط دخل الذكور 40,031 دولارًا مقابل 28,279 دولارًا للإناث. وسجل دخل الفرد الخاص بالمدينة 21,978 دولارًا. وكانت نسبة 5.6% من العائلات ونسبة 7.3% من السكان تحت خط الفقر، وكان من هؤلاء نسبة 9.1% تحت سن الثامنة عشر ونسبة 8.5% في الخامسة والستين من العمر وما فوق.

### تعداد عام 2010
بلغ عدد سكان كرانستون 80,387 نسمة بحسب تعداد عام 2010، وبلغ عدد الأسر 31,012 أسرة وعدد العائلات 19,953 عائلة مقيمة في المدينة. في حين سجلت الكثافة السكانية 1,033.9 نسمة لكل كيلومتر مربع (2,677.8/ميل2). وبلغ عدد الوحدات السكنية 33,117 وحدة بمتوسط كثافة قدره 425.9 لكل كيلومتر مربع (1,103.1/ميل2).
وتوزع التركيب العرقي للمدينة بنسبة 81.93% من البيض و5.26% من الأمريكيين الأفارقة و0.32% من الأمريكيين الأصليين و5.17% من الأمريكيين ذوي الأصول الآسيوية و0.06% من سكان جزر المحيط الهادئ و4.60% من الأعراق الأخرى و2.66% من عرقين مختلطين أو أكثر و10.83% من الهسبانيون أو اللاتينيون من أي عرق.
بلغ عدد الأسر 31,012 أسرة كانت نسبة 29.9% منها لديها أطفال تحت سن الثامنة عشر تعيش معهم، وبلغت نسبة الأزواج القاطنين مع بعضهم البعض 46.2% من أصل المجموع الكلي للأسر، ونسبة 13.6% من الأسر كان لديها معيلات من الإناث دون وجود شريك، بينما كانت نسبة 4.6% من الأسر لديها معيلون من الذكور دون وجود شريكة وكانت نسبة 35.7% من غير العائلات. تألفت نسبة 29.6% من أصل جميع الأسر من عدة أفراد يعيشون في نفس المنزل ونسبة 12.4% كانت تتألف من شخص يعيش بمفرده يبلغ من العمر 65 عاماً أو أكثر. وبلغ متوسط حجم الأسرة المعيشية 2.45، أما متوسط حجم العائلات فبلغ 3.05.
بلغ العمر الوسطي للسكان 40.8 عاماً. وكانت نسبة 20.4% من القاطنين تحت سن الثامنة عشر، وكانت نسبة 9.1% بين الثامنة عشر والرابعة والعشرين عاماً، ونسبة 26.6% كانت واقعةً في الفئة العمرية ما بين الخامسة والعشرين والرابعة والأربعين عاماً، ونسبة 28.5% كانت ما بين الخامسة والأربعين والرابعة والستين، ونسبة 15.3% كانت ضمن فئة الخامسة والستين عاماً فما فوق. وتوزع التركيب الجنسي للسكان بنسبة 49.4% ذكور و50.6% إناث.

## المدن التوأمة
مدن Itri وسانتو دومينغو هي مدن توأمة لـكرانستون (رود آيلاند).

## أعلام
- جيمي كوني
- فرانك دبليو. أنغيل
- سام فليتشر
- اوليفيا كالبو
- فيني باز
- نحميا رايس نايت
- هاي لاد
- جون إدواردز
- ستيفين كلاين
- إليزابيث هاسلبيك
- جيمس كوين